# Гулиев, Камал Агасеид оглы
Кама́л Агасеид оглы Гули́ев (азерб. Kamal Quliyev; 14 ноября 1976, Сумгаит, Азербайджанская ССР, СССР) — азербайджанский футболист и футбольный тренер.

## Биография
Воспитанник азербайджанского футбола.
В 1992 дебютировал в высшей лиге чемпионата Азербайджана по футболу в играх за сумгаитский «Хазар».
С сезона 1996/97 выступал в составе бакинского «Нефтчи».
В 2002 перешёл в «Волынь» из Луцка, где играл вместе с Самиром Алиевым. За короткое время они стали любимыми игроками болельщиков «Волыни». В 2003 году, по итогам голосования на официальном сайте ФК «Волынь», признан лучшим игроком «Волыни».
10 апреля 2004, выйдя на замену на 62-й минуте в матче против запорожского «Металлурга», получил мощный удар по ногам от запорожца Коноваленко, который нанёс ему тяжёлую травму (перелом ноги). Но поскольку лучане были в численном меньшинстве, Гулиев мужественно провёл некоторое время на футбольном поле в том матче. Уже в Луцке на ногу игрока был наложен гипс и установлен срок выздоровления — два месяца.
В итоге, вернулся на родину и перешёл в евлахский «Карван». Летом 2005 года перешёл из «Карвана» в «Хазар-Ленкорань». Однако в новой команде играл очень редко — на тренировках стал чувствовать боли в сердце, что заставило игрока пройти курс лечения. В августе 2006 вернулся обратно в «Карван», но выступать за команду не мог — закончился срок дозаявок.
С 2007 по 2008 играл в «Стандарде», затем провел сезон в «Карване», где был капитаном команды. В 2009 вернулся в «Стандард», в котором отыграл свой заключительный сезон в карьере игрока.
3 марта 2011 официально завершил карьеру игрока: Гулиеву было предоставлено право первого удара перед началом четвертьфинального матча Кубка Азербайджана между «Нефтчи» и «Хазар-Ленкорань».
С 2011 до 2014 года — тренер-селекционер «Нефтчи».
С 2014 года Главный тренер Нефтчалы.

### Выступления за сборную
В сборной Азербайджана в период с 1999 по 2005 год провёл 44 матча.

## Достижения
- Серебряный призёр чемпионата Азербайджана: 1992, 1993 (в составе «Хазара»), 2000/2001, 2001/2002 (в составе «Нефтчи»)
- Бронзовый призёр чемпионата Азербайджана: 1998/1999, 1999/2000 (в составе «Нефтчи»), 2004/2005 (в составе «Карвана»)
- Обладатель Кубка Азербайджана: 1998/99, 2001/02 (в составе «Нефтчи»)